# Пикар, Юлали
Юлали Пикар, урождённая Гюэ (фр. Eulalie Piccard; 26 октября 1879, Санкт-Петербург — 1957, Невшатель) — русско-швейцарская писательница и переводчица

.

## Биография и творчество
Юлали (или Евлалия Александровна) Гюэ родилась в 1879 году в Санкт-Петербурге. Она была старшей дочерью инженера Александра Гюэ, происходившего из семьи французских гугенотов, и Полины Петерс, чей отец был датчанином. Училась в Коломенской женской гимназии, затем в течение года посещала Академию художеств, а впоследствии поступила на Бестужевские курсы, где изучала литературу и философию. В 1897 году Юлали вышла замуж за Эжена Фердинана (Евгения Фердинандовича) Пикара: он родился в 1868 году в Лозанне и, окончив в 1891 году Женевский университет, поступил вольнослушателем на физико-математический факультет Санкт-Петербургского университета, после чего остался жить и работать в России.
С 1901 по 1903 год супруги жили в Киле, но затем вернулись в Россию. С 1899 по 1905 год у них родились четверо детей, в том числе Софи Пикар, ставшая впоследствии известным математиком. В 1905—1906 годах Эжен Пикар преподавал французский язык в Царскосельской Императорской Николаевской гимназии, а в 1906 году переехал вместе с семьёй в Великие Луки и начал работать в Великолукском реальном училище. Юлали также занималась преподаванием и работала в школе.
В 1921 году Эжен Пикар был назначен преподавателем географии в Смоленском государственном университете. В Смоленске Юлали также работала учительницей, но потом отказалась от работы в школе из-за нежелания проходить «переподготовку» в партийных кружках. В дальнейшем зарабатывала частными уроками, в основном для преподавателей университета, которым помогала переводить иностранную научную литературу. О становлении Смоленского университета в первые годы советской власти она впоследствии написала книгу «Красный университет».
В годы Первой мировой войны и революции семья переживала трудности и лишения; двое сыновей пропали без вести. В 1925 году им удалось получить швейцарские паспорта и покинуть СССР. Они поселились в Швейцарии: вначале в Лозанне, затем в Невшателе. Поскольку работы ни у Эжена, ни у Юлали не было, единственным выходом для них стал писательский труд. Юлали занималась журналистикой и сотрудничала, в частности, с La Gazette de Lausanne, где вела рубрики «Письма из Москвы» и «Жизнь в СССР». Она также написала ряд книг, в том числе об А. С. Пушкине и о М. Ю. Лермонтове. Многие её произведения были посвящены жизни в постреволюционной России. Так, с 1929 по 1943 год Пикар опубликовала пятитомные «Эпизоды великой русской трагедии», повествующие, в романизированной форме, об истории русской революции, а также о ленинском и сталинском режиме.
Юлали Пикар умерла в 1957 году в Невшателе. Её дочь Софи взяла на себя сохранение и публикацию литературного наследия своей матери. Благодаря ей архив писательницы поступил на хранение в Швейцарскую национальную библиотеку. В 1968—1973 годах в Швейцарии было издано многотомное собрание сочинений Юлали Пикар.

## Комментарии
1. ↑  В русскоязычных источниках приводится вариант имени «Юладия» (фр. Euladie)[1][2].